# Agrothereutes bicolor
Agrothereutes bicolor är en stekelart som först beskrevs av De Stefani 1884.  Agrothereutes bicolor ingår i släktet Agrothereutes och familjen brokparasitsteklar. Inga underarter finns listade i Catalogue of Life.